# 미국 연방재난관리청
미국연방재난관리청(美國聯邦災難管理廳, 영어: Federal Emergency Management Agency, FEMA)은 미국 국토안보부의 기관으로, 1978년 만들어졌다. 지방 정부나 주 정부 만으로는 처리하기 힘든 재난에 대응하는 것이 주 목적이다. 푸에르토리코와 같은 미국의 해외영토에 대해서도 서비스를 제공한다. 주지사의 비상사태 선언이 있어야만 개입하나, 1995년의 오클라호마 폭탄 테러나 2003년의 컬럼비아 우주왕복선 공중분해 사고와 같은 연방 재산이나 자산에 대한 응급 상황이나 재난에도 대응하고 있다.
재난 복구를 위한 현장 지원이 주 역할이지만, 주 정부와 지방 정부에 전문가를 지원하고, 복구와 구호를 위한 자금을 모금하기도 한다. 2023년 4월, FEMA는 푸에르토리코주의 전기 네트워크 재건에 재생 가능 에너지가 부족하다는 이유로 고소당했다.

## 같이 보기
- 재난의료지원팀